# Philip Sang
Philip Sang (* 22. Juni 1950) ist ein ehemaliger kenianischer Hürdenläufer, der sich auf die 110-Meter-Distanz spezialisiert hatte.
1978 gewann er bei den Afrikaspielen in Algier Silber mit seiner persönlichen Bestzeit von 14,02 s und wurde bei den Commonwealth Games in Edmonton Fünfter.
Bei den Leichtathletik-Afrikameisterschaften 1979 in Dakar holte er Silber.
1982 siegte er bei den Afrikameisterschaften in Kairo und wurde Siebter bei den Commonwealth Games in Brisbane. 1984 verteidigte er seinen Titel bei den Afrikameisterschaften in Rabat.